# Toyota Proace
Toyota Proace tillverkas sedan 2012 av Toyota och ersätter skåpbilen Hiace, som inte längre säljs i Sverige. Bilen är ett resultat av ett samarbete som slöts mellan Toyota och PSA Peugeot Citroen 2012, och tillverkas av Sevel Nord i Valenciennes. Proace kategoriseras som en van eller minibuss beroende på utförandet. 

## Toyota Proace I (2012-2015)
Den första generationen producerades 2012 och är byggd på samma bottenplatta som använts till Citroën Jumpy, Peugeot Expert och Fiat Scudo, en modelltrio som lanserades 2007. Bilen framställdes i två karosserier.  
I den första generationen var motoralternativen 1,6 liter (90 hk) och 2,0 liter (128/163 hk) för dieselmotorer. 1,6 liters motorn är en femväxlad och 2,0 liters är sexväxlad.